# Brachynemurus fuscus
Brachynemurus fuscus is een insect uit de familie van de mierenleeuwen (Myrmeleontidae), die tot de orde netvleugeligen (Neuroptera) behoort. 
Brachynemurus fuscus is voor het eerst wetenschappelijk beschreven door Banks in 1905.